# هاجر تحریری نیک‌صفت
هاجر تحریری نیک‌صفت (متولد ۱۳۴۳ رشت) رئیس پژوهشگاه مطالعات آموزش و پرورش، نماینده اصولگرای رشت  و نایب رئیس کمیسیون آموزش و تحقیقات دوره هفتم مجلس شورای اسلامی بود. او استادیار فلسفه تعلیم و تربیت دانشگاه آزاد اسلامی واحد رشت است و از گزینه‌های موجود برای وزارت آموزش و پرورش در دولت دوم محمود احمدی نژاد می‌باشد.وی اولین نماینده زن از استان گیلان بود که پس از انقلاب راهی بهارستان شد. وی متاهل است و دارای دو فرزند است.

## سوابق تحصیلی
- کارشناسی آموزش ابتدایی از دانشگاه آزاد اسلامی – واحد رشت
- کارشناسی مدیریت و برنامه‌ریزی از دانشگاه پیام نور - واحد رشت
- کارشناسی ارشد تاریخ و فلسفه آموزش و پرورش از دانشگاه آزاد اسلامی - واحد تهران
- دکترای تخصصی فلسفه تعلیم و تربیت از دانشگاه علوم و تحقیقات دانشگاه آزاد اسلامی – واحد تهران
- تحصیلات حوزوی در حد مقدماتی (۵/۲ سال به صورت غیر حضوری از حوزه علمیه الزهرا "سلام الله علیها" قم)